# Barbara Prpić
Barbara Prpić (Leonberg, 4. prosinca 1978.), hrvatska je kazališna, televizijska i filmska glumica.

## Biografija
Diplomirala je na Akademiji dramske umjetnosti u Zagrebu 2002. godine. Od 2005. godine članica je ansabla Zagrebačkog kazališta mladih. Živi u Zagrebu.

## Filmografija

### Televizijske uloge
- "U dobru i zlu" kao casting agentica (2025.)
- "Prava žena" kao Žana Gelo (2016.)
- "Stipe u gostima" kao Ina (2014.)
- "Provodi i sprovodi" kao Ljerka (2012.)
- "Dolina sunca" kao Stela Kralj (2009. – 2010.)
- "Sve će biti dobro" kao Tamara Ručević (2008. – 2009.)
- "Operacija Kajman" kao Zoki (2007.)
- "Bitange i princeze" kao Katarina (2007.)
- "Odmori se, zaslužio si" kao starleta (2006.)

### Filmske uloge
- "Dnevnik Diane Budisavljević" kao Lydia Alexandra von Koczian (2017.)
- "Sonja i bik" kao Franka (2012.)
- "Korak po korak" kao novinarka (2011.)
- "Max Schmeling" (2010.)
- "Zapamtite Vukovar" kao Hale (2008.)
- "Pravo čudo" kao Ines (2007.)
- "Bastion" (2007.)
- "Armin" kao Martina (2007.)
- "Ne pitaj kako!" kao Lana (2006.)
- "Što je Iva snimila 21. listopada 2003." kao Nina (2005.)
- "Lopovi prve klase" kao žena glumca (2005.)
- "Nije bed" kao Vanesa (2004.)
- "Tu" kao strankinja (2003.)
- "Serafin, svjetioničarev sin" kao Crvena (2002.)

### Sinkronizacija
- "Priča o igračkama 1, 2, 4" kao Bo Pip (2010.)

## Vanjske poveznice
- Barbara Prpić u internetskoj bazi filmova IMDb-u (engl.)
- Stranica na ZKM.hr